# 韦一平
韦一平（1906年—1945年10月15日），原名韦瑞珍，壮族。广西宜山人。新四军军事将领。

## 生平
早年参加革命，国共内战期间，加入红七军，后负伤，任中共湘赣省委党校教员、湘赣军区动员部部长。1934年后，奉命留在湘赣边区坚持游击战役，任中共吉安中心县委书记兼游击队政治委员。抗日战争初期，任中共吉安中心县委宣传部长。1939年，随军参加开辟苏北抗日根据地，担任苏北特委书记、泰兴中心县委书记，苏中地区第一地委书记兼新四军苏中军区第一军分区政委，苏中地区第三地委书记。1945年起，历任新四军苏中军区教导第一旅政委，新四军苏浙军区第四纵队政委并兼浙西特委书记、浙西军分区政委。1945年10月率部北撤，在苏南武进县荫沙至苏北泰兴县天星港之间乘“中安轮”横渡长江时，在江边发生沉船事故，韦一平、苏南行署财经处长李建模及一批地方县区级干部、苏浙军区第四纵队第十支队的2个营共800余人遇难，沉船脱险的不到200人。后查明原因为超载，随船的武器、金银、遇难者遗体均打捞上来。1985年迁葬于泰州北郊烈士陵园。